# Мазур, Василий Александрович
Василий Александрович Мазур (11 марта 1972, Винница, Украинская ССР, СССР) — белорусский футболист, нападающий. Выступал за сборную Беларуси.

## Биография

### Клубная карьера
Воспитанник пинского футбола. На взрослом уровне дебютировал в 1992 году в борисовской «Березине», выступавшей во второй лиге Беларуси. С 1993 по 1996 играл в Первой лиге за пинский «Коммунальник». По ходу сезона 1996 перешёл в солигорский «Шахтёр», за который сыграл 6 матчей и забил 2 гола в высшей лиге Беларуси. В 1997 году вернулся в пинский клуб, где провёл ещё один сезон. В 1998 году подписал контракт с клубом высшей лиги «Гомель», где являлся одним из ключевых игроков команды. В 2000 году из-за конфликта с руководством «Гомеля» был отдан в аренду в другой клуб высшей лиги «Ведрич-97». В 2001 году перешёл в калининградскую «Балтику» из российского первого дивизиона, однако по ходу сезона получил травму, после чего фактически завязал с футболом. Вернувшись в Пинск, несколько лет выступал за местные любительские клубы. Вернулся в большой футбол в 2008 году, по приглашению тренера пинской «Волны» Михаила Антоновича Шоломицкого, под руководством которого провёл два года в первой лиге.

### Карьера в сборной
За сборную Беларуси провёл 3 матча: два в 1998 году против сборной Литвы (7 июня и 19 августа) и один против сборной Израиля 9 февраля 1999 года.